# Josep Coll i Bardolet
Josep Coll i Bardolet (Campdevànol, Ripollès, 7 de novembre de 1912 - Valldemossa, Mallorca, 30 de juliol de 2007) fou un pintor català.

## Biografia
Va néixer a Campdevànol, però ben aviat la família es traslladà a Vic, on el 1927 va ingressar a l’Escola Municipal de Dibuix i posteriorment a l’Escola Superior de Paisatge d'Olot. El 1931 ingressà a la Federació de Joves Cristians de Catalunya, treballà en la col·locació de les pintures de Sert a la Catedral de Vic, presentà a la Sala Bigas, de Vic, la primera exposició conjuntament amb Jacint Conill i Miquel Costa. En començar la guerra civil espanyola, el 1936, s'exilià a Tours, on el 1937 va fer la seva primera exposició individual, i més tard a l'Académie des Beaux Arts de Brussel·les, on hi va romandre fins al 1939, que va tornar a Catalunya. El 1940 va viatjar a Mallorca, i fascinat per la seva llum i color hi va viatjar vàries vegades fins que el 1944 es va instal·lar definitivament a Valldemossa. El 1942 va estudiar gravat a l'Academia de San Fernando de Madrid.
Va exposar a Vic, Barcelona, Palma, França, Bèlgica, Suècia, Noruega i els Estats Units. La seva pintura, sensible i sincera, d'estil impressionista, ha dibuixat el paisatge, les tasques agrícoles i les danses mallorquines amb l'aquarel·la, el guaix i especialment l'oli. Es va dedicar també a la natura morta i a la il·lustració.
El 1963 va organitzar un concert de música coral a s'olla del torrent de Pareis, que s'ha seguit celebrant cada primer diumenge de juliol fins ara. El 1983 va editar el llibre Vint anys de música coral al Torrent de Pareis. Coll va ésser també un dels fundadors de l'Obra Cultural Balear. Quan es va morir va fer donació de la major part de la seva obra al Santuari de Lluc, a Mallorca. Una altra part la va llegar a la Fundació Cultural Coll Bardolet de Valldemossa.

## Reconeixements[1]
- 1972: El govern francès el nomena “Chevalier de l’Ordre des Arts et des Lettres”. Pau Casals des de l'exili, s'adhereix al Festival Musical del Torrent de Pareis.
- 1987: És proclamat Fill Adoptiu de la Vila de Valldemossa.
- 1990: La Generalitat de Catalunya li concedeix la Creu de Sant Jordi.
- 1991: Medalla d'Or de la Comunitat Autònoma de les Illes Balears.
- 1993: La Casa Reial Belga el nomena “Chevalier de l’Ordre de la Couronne”.
- 2006: El poble de Valldemossa l’anomena fill predilecte.
- 2007: El poble de Campdevànol l'anomena fill predilecte.[5]